# Go Yo-han
Đây là một tên người Triều Tiên, họ là Go.
Go Yo-han (tiếng Hàn Quốc: 고요한; sinh ngày 10 tháng 3 năm 1988) là một hậu vệ phải bóng đá Hàn Quốc thi đấu cho FC Seoul.

## Sự nghiệp câu lạc bộ
Năm 2004, anh trượt khỏi trường trung học sau khi không vượt qua môn Toán và gia nhập FC Seoul.
Năm 2006, anh ra mắt ở Cúp Liên đoàn, sau đó anh có 3 lần ra sân và 2 lần là ở K League 2007 và K League 2008.
Năm 2009, anh có cơ hội trở thành cầu thủ xuất phát sau khi Lee Chung-Yong chuyển đến Bolton Wanderers.

## Sự nghiệp quốc tế
Ngày 5 tháng 10 năm 2009, anh được gọi vào đội tuyển quốc gia Hàn Quốc để thi đấu giao hữu trước Sénégal ngày 14 tháng 10.
Vào tháng 5 năm 2018 anh có tên trong đội hình sơ loại 28 người tham dự Giải bóng đá vô địch thế giới 2018 ở Nga.

## Danh hiệu
FC Seoul
- K League 1
  - Vô địch (2): 2010, 2012
- Cúp FA
  - Vô địch (1): 2015
- Cúp Liên đoàn
  - Vô địch (2): 2006, 2010

### Quốc tế
Hàn Quốc
- Cúp bóng đá Đông Á (1): 2017

## Thống kê sự nghiệp

### Câu lạc bộ
Tính đến 24 tháng 7 năm 2014
| Thành tích câu lạc bộ | Thành tích câu lạc bộ | Thành tích câu lạc bộ | Giải vô địch | Giải vô địch | Cúp     | Cúp       | Cúp Liên đoàn | Cúp Liên đoàn | Châu lục | Châu lục  | Tổng cộng | Tổng cộng |
| Mùa giải              | Câu lạc bộ            | Giải vô địch          | Số trận      | Bàn thắng    | Số trận | Bàn thắng | Số trận       | Bàn thắng     | Số trận  | Bàn thắng | Số trận   | Bàn thắng |
| Hàn Quốc              | Hàn Quốc              | Hàn Quốc              | Giải vô địch | Giải vô địch | Cúp KFA | Cúp KFA   | Cúp Liên đoàn | Cúp Liên đoàn | ACL      | ACL       | Tổng cộng | Tổng cộng |
| --------------------- | --------------------- | --------------------- | ------------ | ------------ | ------- | --------- | ------------- | ------------- | -------- | --------- | --------- | --------- |
| 2006                  | FC Seoul              | K League 1            | 0            | 0            | 0       | 0         | 1             | 0             | -        | -         | 1         | 0         |
| 2007                  | FC Seoul              | K League 1            | 3            | 0            | 0       | 0         | 3             | 0             | -        | -         | 6         | 0         |
| 2008                  | FC Seoul              | K League 1            | 2            | 0            | 1       | 0         | 2             | 0             | -        | -         | 5         | 0         |
| 2009                  | FC Seoul              | K League 1            | 14           | 0            | 1       | 0         | 2             | 0             | 3        | 0         | 20        | 0         |
| 2010                  | FC Seoul              | K League 1            | 5            | 1            | 2       | 0         | 2             | 0             | -        | -         | 9         | 1         |
| 2011                  | FC Seoul              | K League 1            | 19           | 3            | 2       | 0         | 0             | 0             | 8        | 1         | 29        | 2         |
| 2012                  | FC Seoul              | K League 1            | 38           | 1            | 2       | 0         | -             | -             | -        | -         | 40        | 1         |
| 2013                  | FC Seoul              | K League 1            | 37           | 5            | 2       | 0         | -             | -             | 13       | 1         | 52        | 6         |
| 2014                  | FC Seoul              | K League 1            | 16           | 1            | 1       | 0         | -             | -             | 7        | 1         | 24        | 2         |
| Tổng cộng sự nghiệp   | Tổng cộng sự nghiệp   | Tổng cộng sự nghiệp   | 134          | 11           | 11      | 0         | 10            | 0             | 31       | 3         | 186       | 14        |

### Quốc tế
| Đội tuyển quốc gia | Năm  | Số trận | Bàn thắng |
| ------------------ | ---- | ------- | --------- |
| U-17 Hàn Quốc      | 2003 | 2       | 0         |
| U-17 Hàn Quốc      | 2004 | 5       | 0         |
| U-17 Hàn Quốc      | Tổng | 7       | 0         |
| Hàn Quốc           | 2009 | 1       | 0         |
| Hàn Quốc           | 2012 | 2       | 0         |
| Hàn Quốc           | 2013 | 5       | 0         |
| Hàn Quốc           | 2014 | 3       | 0         |
| Hàn Quốc           | 2017 | 5       | 0         |
| Hàn Quốc           | 2018 | 5       | 0         |
|                    | Tổng | 21      | 0         |

Thống kê chính xác tính đến trận đấu diễn ra ngày 27 tháng 6 năm 2018
| Số lần ra sân và bàn thắng quốc tế | Số lần ra sân và bàn thắng quốc tế | Số lần ra sân và bàn thắng quốc tế                    | Số lần ra sân và bàn thắng quốc tế | Số lần ra sân và bàn thắng quốc tế | Số lần ra sân và bàn thắng quốc tế | Số lần ra sân và bàn thắng quốc tế |
| #                                  | Ngày                               | Địa điểm                                              | Đối thủ                            | Kết quả                            | Bàn thắng                          | Giải đấu                           |
| 2003                               | 2003                               | 2003                                                  | 2003                               | 2003                               | 2003                               | 2003                               |
| ---------------------------------- | ---------------------------------- | ----------------------------------------------------- | ---------------------------------- | ---------------------------------- | ---------------------------------- | ---------------------------------- |
|                                    | 11 tháng 10                        | Paju NFC, Paju, Hàn Quốc                              | Hồng Kông                          | 10–0                               | 0                                  | Vòng loại U-17 châu Á 2004         |
|                                    | 15 tháng 10                        | Paju NFC, Paju, Hàn Quốc                              | Guam                               | 18–0                               | 0                                  | Vòng loại U-17 châu Á 2004         |
| 2004                               |                                    |                                                       |                                    |                                    |                                    |                                    |
|                                    | 25 tháng 7                         | Học viện Bóng đá Lỗ Năng, Duy Phường, Trung Quốc      | Trung Quốc                         | 0–1                                | 0                                  | Giao hữu                           |
|                                    | 27 tháng 7                         | Học viện Bóng đá Lỗ Năng, Duy Phường, Trung Quốc      | Trung Quốc                         | 2–3                                | 0                                  | Giao hữu                           |
|                                    | 6 tháng 9                          | J-Village, Fukushima, Nhật Bản                        | Lào                                | 8–0                                | 0                                  | U-17 châu Á 2004                   |
|                                    | 8 tháng 9                          | J-Village, Fukushima, Nhật Bản                        | Việt Nam                           | 1–0                                | 0                                  | U-17 châu Á 2004                   |
|                                    | 12 tháng 9                         | Sân vận động Bóng đá Fujieda, Shizuoka, Nhật Bản      | CHDCND Triều Tiên                  | 0–1                                | 0                                  | U-17 châu Á 2004                   |
| 2009                               |                                    |                                                       |                                    |                                    |                                    |                                    |
| 1                                  | 14 tháng 10                        | Sân vận động World Cup Seoul, Seoul, Hàn Quốc         | Sénégal                            | 2–0                                | 0                                  | Giao hữu                           |
| 2012                               |                                    |                                                       |                                    |                                    |                                    |                                    |
| 2                                  | 15 tháng 8                         | Sân vận động Anyang, Anyang, Hàn Quốc                 | Zambia                             | 2–1                                | 0                                  | Giao hữu                           |
| 3                                  | 11 tháng 9                         | Sân vận động Pakhtakor Markaziy, Tashkent, Uzbekistan | Uzbekistan                         | 2–2                                | 0                                  | Vòng loại World Cup 2014           |
| 2013                               |                                    |                                                       |                                    |                                    |                                    |                                    |
| 4                                  | 20 tháng 7                         | Sân vận động World Cup Seoul, Seoul, Hàn Quốc         | Úc                                 | 0–0                                | 0                                  | Cúp bóng đá Đông Á 2013            |
| 5                                  | 28 tháng 7                         | Sân vận động Olympic Seoul, Seoul, Hàn Quốc           | Nhật Bản                           | 1–2                                | 0                                  | Cúp bóng đá Đông Á 2013            |
| 6                                  | 6 tháng 9                          | Sân vận động bóng đá Incheon, Incheon, Hàn Quốc       | Haiti                              | 4–1                                | 0                                  | Giao hữu                           |
| 7                                  | 12 tháng 10                        | Sân vận động World Cup Seoul, Seoul, Hàn Quốc         | Brasil                             | 0–2                                | 0                                  | Giao hữu                           |
| 8                                  | 15 tháng 10                        | Sân vận động Cheonan, Cheonan, Hàn Quốc               | Mali                               | 3–1                                | 0                                  | Giao hữu                           |
| 2014                               |                                    |                                                       |                                    |                                    |                                    |                                    |
| 9                                  | 25 tháng 1                         | Los Angeles Memorial Coliseum, Los Angeles, Hoa Kỳ    | Costa Rica                         | 1–0                                | 0                                  | Giao hữu                           |
| 10                                 | 29 tháng 1                         | Alamodome, San Antonio, Hoa Kỳ                        | México                             | 0–4                                | 0                                  | Giao hữu                           |
| 11                                 | 1 tháng 2                          | StubHub Center, Los Angeles, Hoa Kỳ                   | Hoa Kỳ                             | 0–2                                | 0                                  | Giao hữu                           |
| 2017                               |                                    |                                                       |                                    |                                    |                                    |                                    |
| 12                                 | 5 tháng 9                          | Sân vận động Bunyodkor, Tashkent, Uzbekistan          | Uzbekistan                         | 0–0                                | 0                                  | Vòng loại World Cup 2018           |
| 13                                 | 10 tháng 11                        | Sân vận động World Cup Suwon, Suwon, Hàn Quốc         | Colombia                           | 2–1                                | 0                                  | Giao hữu                           |
| 14                                 | 9 tháng 12                         | Sân vận động Ajinomoto, Tokyo, Nhật Bản               | Trung Quốc                         | 2–2                                | 0                                  | Cúp bóng đá Đông Á 2017            |
| 15                                 | 12 tháng 12                        | Sân vận động Ajinomoto, Tokyo, Nhật Bản               | CHDCND Triều Tiên                  | 1–0                                | 0                                  | Cúp bóng đá Đông Á 2017            |
| 16                                 | 16 tháng 12                        | Sân vận động Ajinomoto, Tokyo, Nhật Bản               | Nhật Bản                           | 4–1                                | 0                                  | Cúp bóng đá Đông Á 2017            |
| 2018                               |                                    |                                                       |                                    |                                    |                                    |                                    |
| 17                                 | 27 tháng 1                         | Khu liên hợp thể thao Mardan, Antalya, Thổ Nhĩ Kỳ     | Moldova                            | 1–0                                | 0                                  | Giao hữu                           |
| 18                                 | 3 tháng 2                          | Khu liên hợp thể thao Mardan, Antalya, Turkey         | Latvia                             | 1–0                                | 0                                  | Giao hữu                           |
| 19                                 | 28 tháng 5                         | Sân vận động Daegu, Daegu, Hàn Quốc                   | Honduras                           | 2–0                                | 0                                  | Giao hữu                           |
| 20                                 | 11 tháng 6                         | Untersberg-Arena, Grödig, Áo                          | Sénégal                            | 0–2                                | 0                                  | Giao hữu                           |

## Đời sống cá nhân
Không giống như đa số người Hàn Quốc, Go không có tên Hanja. Tên Yo-han của anh là dịch từ tiếng Hàn của John (Korean: 요한), tông đồ của Jesus.